# Sonnet 9
Is it for fear to wet a widow's eye, 

That thou consumest thyself in single life? 

Ah! if thou issueless shalt hap to die, 

The world will wail thee, like a makeless wife; 

The world will be thy widow and still weep 

That thou no form of thee hast left behind, 

When every private widow well may keep 

By children's eyes her husband's shape in mind. 

Look, what an unthrift in the world doth spend 

Shifts but his place, for still the world enjoys it; 

But beauty's waste hath in the world an end, 

And kept unused, the user so destroys it. 

No love toward others in that bosom sits 

That on himself such murderous shame commits.
— William Shakespeare
Traduction de François-Victor Hugo
Précédent Suivant
Le Sonnet 9 est l'un des 154 sonnets écrits par le dramaturge et poète William Shakespeare.

## Texte original
Texte et typographie originale :
 IS it for feare to wet a widdowes eye,

That thou conſum'ſt thy ſelfe in ſingle life?

Ah;if thou iſſuleſſe ſhalt hap to die,

The world will waile thee like a makeleſſe wife,

The world wilbe thy widdow and ſtill weepe,

That thou no forme of thee haſt left behind ,

When euery priuat widdow well may keepe,

By childrens eyes,her husbands ſhape in minde:

Looke what an vnthrift in the world doth ſpend

Shifts but his place,for ſtill the world inioyes it

But beauties waſte hath in the world an end,

And kept vnvſde the vſer ſo deſtroyes it:

   No loue toward others in that boſome ſits

   That on himſelfe ſuch murdrous ſhame commits. 

## Traduction en prose
Par François-Victor Hugo :
Est-ce par crainte de mouiller l’œil d’une veuve que tu te consumes dans une vie solitaire ? Ah ! si tu viens à mourir sans enfants, la création te pleurera, comme une épouse son époux.

La création sera ta veuve, et se désolera toujours de ce que tu n’aies pas laissé d’image de toi derrière toi : tandis qu’il est donné à toute veuve de retrouver dans le visage de ses enfants les traits de son mari.

Écoute ! ce qu’un prodigue dépense dans ce monde ne fait que changer de place, car le monde en jouit toujours ; mais la beauté stérile a sa fin dans ce monde, et c’est la détruire que de ne pas l’employer.

L’amour d’autrui n’est pas dans le cœur de celui qui commet sur lui-même ce suicide honteux.

## Traduction en vers
Par Fernand Henry :
Crains-tu de condamner ta veuve à trop de pleurs

Que tu persistes donc à vivre solitaire ?

Ah ! tu seras pleuré, quelque jour, par la terre

Comme un époux, si sans postérité tu meurs !

Car de perdre à jamais ton image si chère

Elle ressentira la pire des douleurs,

D'autant qu'à toute veuve il est permis, d'ailleurs,

En contemplant un fils, de voir encor le père.

Les biens qu'on prodigua ne sont que déplacés,

Et chacun ici-bas peut en jouir assez.

Mais brève est la beauté dès qu'elle est inféconde,

Et c'est l'anéantir que vouloir la garder.

Et certes celui-là n'aime personne au monde

Qui peut honteusement ainsi se suicider.